# Penrod Nunatak
Penrod Nunatak är en nunatak i Antarktis. Den ligger i Västantarktis. Inget land gör anspråk på området. Toppen på Penrod Nunatak är 1 016 meter över havet.
Terrängen runt Penrod Nunatak är platt åt nordost, men åt sydväst är den kuperad. Trakten är obefolkad. Det finns inga samhällen i närheten.